# J-5 (航空機)
 J-5（殲撃五型、Jian-5、歼-5）
J-5
- 用途：戦闘機
- 分類：多用途戦闘機
- 製造者： 瀋陽飛機工廠
- 運用者： 中国人民解放軍（空軍・海軍）他
- 初飛行：1956年7月16日
- 生産数：1,820+
- 生産開始：1956年
- 運用開始：1956年
- 退役：1992年（中国）
- 運用状況：練習機として運用中

J-5（殲撃五型、Jian-5、歼-5）は、中華人民共和国の戦闘機。ソビエト連邦で運用されていたMiG-17 フレスコの中国生産型である。NATOコードネームはMiG-17と同じく「フレスコ」（Fresco）。1956年から1986年にかけて大量に生産・配備され、現在も一部国家の空軍で運用されている。

## 概要
中華人民共和国が、1950年代初頭に友好関係にあったソビエト連邦からMiG-17F フレスコのライセンス生産に合意し、生産された機体が当形式である。初期には56式という型式名だったが、1964年にJ-5（殲撃5）に変更された。J-5の輸出名はF-5である。ベトナム、カンボジア、パキスタン、北朝鮮、バングラデシュなどにも輸出された。また、中ソ対立の中でも生産に影響は出ず、反ソ親中の共産主義国家であったアルバニアにも軍事的援助として同戦闘機が供与された。

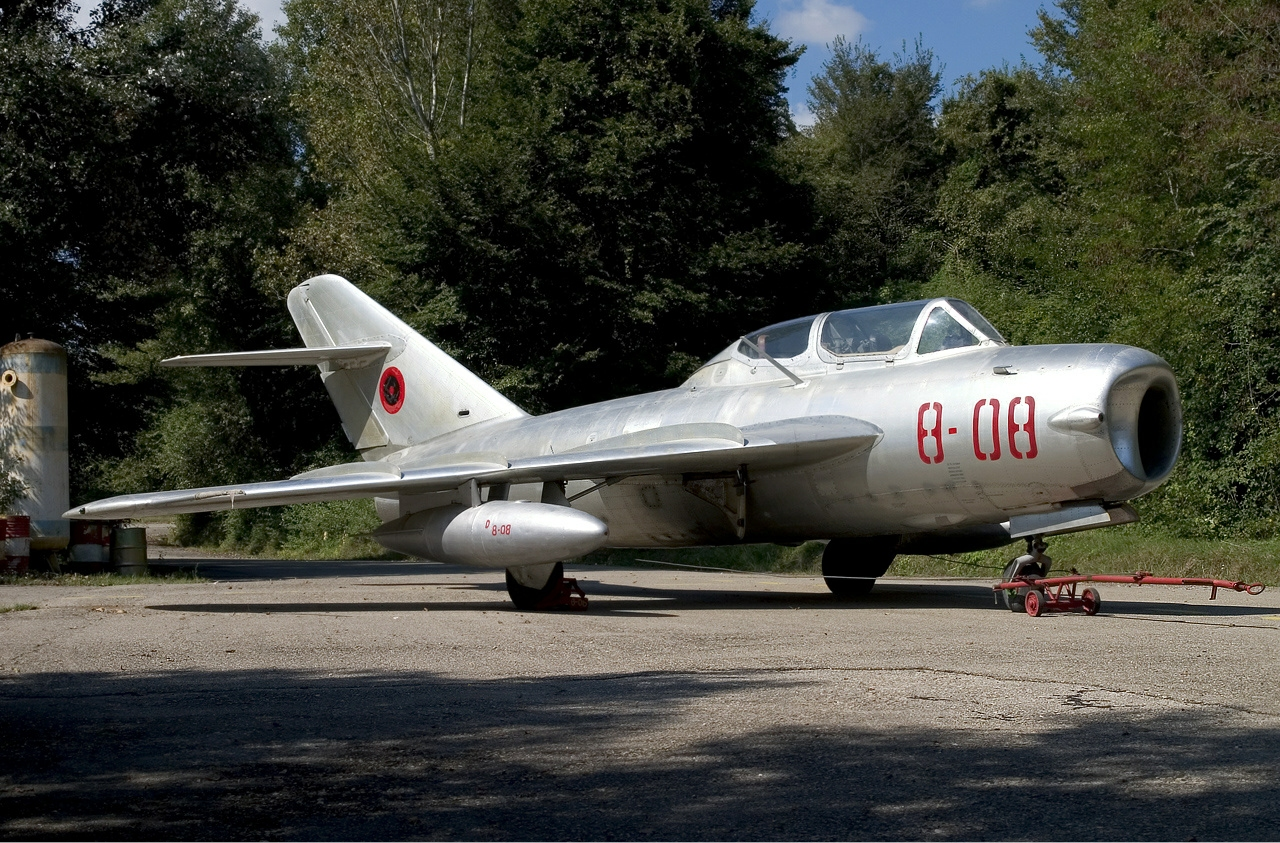
アルバニア空軍のJ-5

J-5には2種類の派生型が存在する。J-5A（殲撃五甲型）は、レーダー搭載型でMiG-17PF/PFUに相当し、機内空間の都合上、N-37 37mm機関砲が撤去され、替わりにNR-23 23mm機関砲に換装されている。ソ連のAA-1 アルカリ短射程空対空ミサイルと、その中国版であるPL-1（霹靂1）の運用能力を持つ。J-5Aの輸出名はF-5Aである。J-5とJ-5Aは1969年に生産を終了（計767機）し、1992年に中国軍から退役した。
複座練習機JJ-5（殲教五型）は、J-5Aを元にした中国の独自開発機であり、1966年に初飛行し、1,061機が生産された。ソ連は、MiG-15 ファゴットの複座練習機型であるMiG-15UTIを用いたので、JJ-5に相当するMiG-17の複座練習機型はソ連本国の生産型では存在しない。JJ-5の輸出名はFT-5である。同機はほかに、MiG-17UTIというソ連式の型式名でも呼ばれる。
J-5とJ-5Aの搭載エンジンは、ソ連のクリーモフ VK-1Fの中国版である、アフターバーナー付きの渦噴5型（WP-5）である。JJ-5はアフターバーナーなしの渦噴5丁型（WP-5D）を搭載する。
21世紀に入ってからほとんどの国において複座練習機型を除いて退役したが、中国ではJ-6 ファーマーと同様に無人攻撃機に改修されたと報じられている。

## 運用国

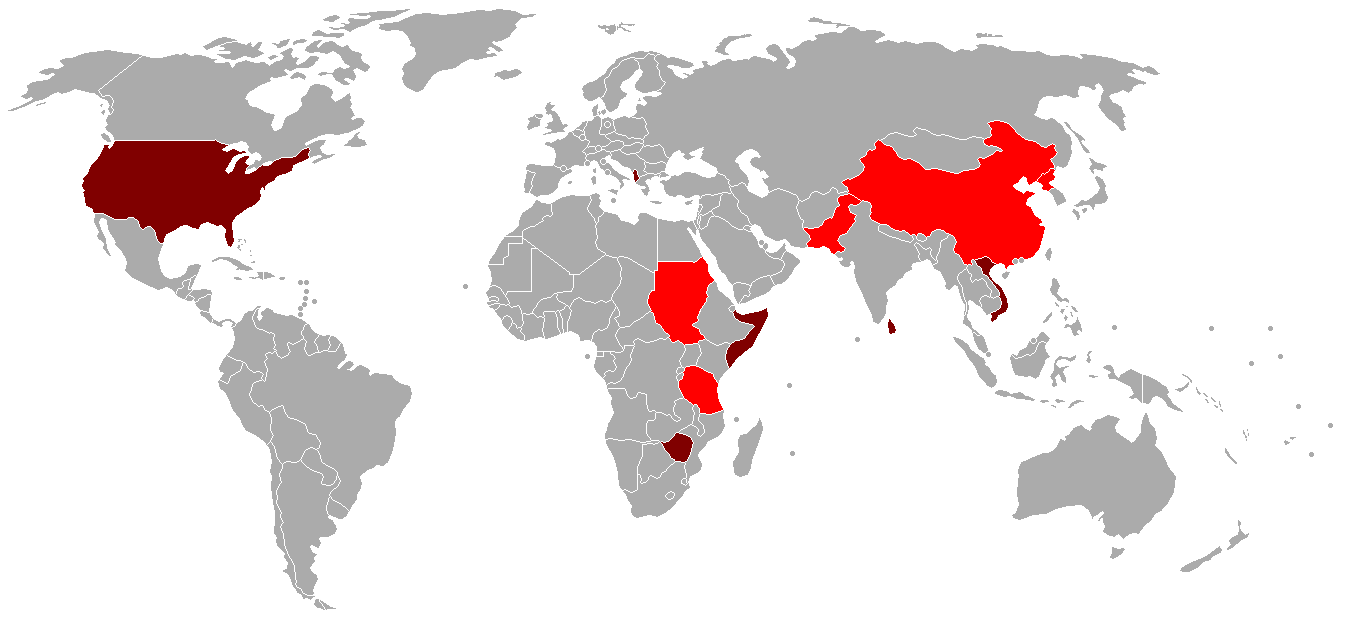
J-5 運用国

アルバニア
 バングラデシュ
 パキスタン
FT-5のみ。
 中華人民共和国
 北朝鮮
 スリランカ
 スーダン
 ソマリア
 タンザニア
2024年時点で、タンザニア空軍が3機のFT-5を保有。
 アメリカ合衆国
実験用として中国から購入。
 ベトナム
 ジンバブエ
パキスタンの中古機を購入。

## スペック

### J-5
- 全長：11.09m
- 翼幅：9.628m
- 全高：3.8m
- 翼面積：22.6m2
- 空虚重量：4,151kg
- 全備重量：6,000kg
- 発動機：渦噴5型（25.5kN/5,730lbf）
- 最高速度：1,130km
- 上昇率：3,900m/min
- 実用上昇限度：16,500m
- 航続距離（高度10,000m、増槽搭載時）：1,424km
- 乗員：1名
- 武装：37型37mm機関砲×1、23-1型23mm機関砲×2

### J-5A
- 全長：11.36m
- 翼幅：9.628m
- 全高：3.8m
- 翼面積：22.6m2
- 空虚重量：4,151kg
- 全備重量：6,000kg
- 発動機：渦噴5型（25.5kN/5,730lbf）
- 最高速度：1,145km
- 上昇率：3,300m/min
- 実用上昇限度：16,300m
- 航続距離（高度10,000m、増槽搭載時）：1,730km
- 乗員：1名
- 武装：23-1型23mm機関砲×3、PL-1（霹靂1）短射程空対空ミサイル×4

### JJ-5
- 全長：11.5m
- 翼幅：9.628m
- 全高：3.8m
- 翼面積：22.6m2
- 空虚重量：4,080kg
- 全備重量：6,215kg

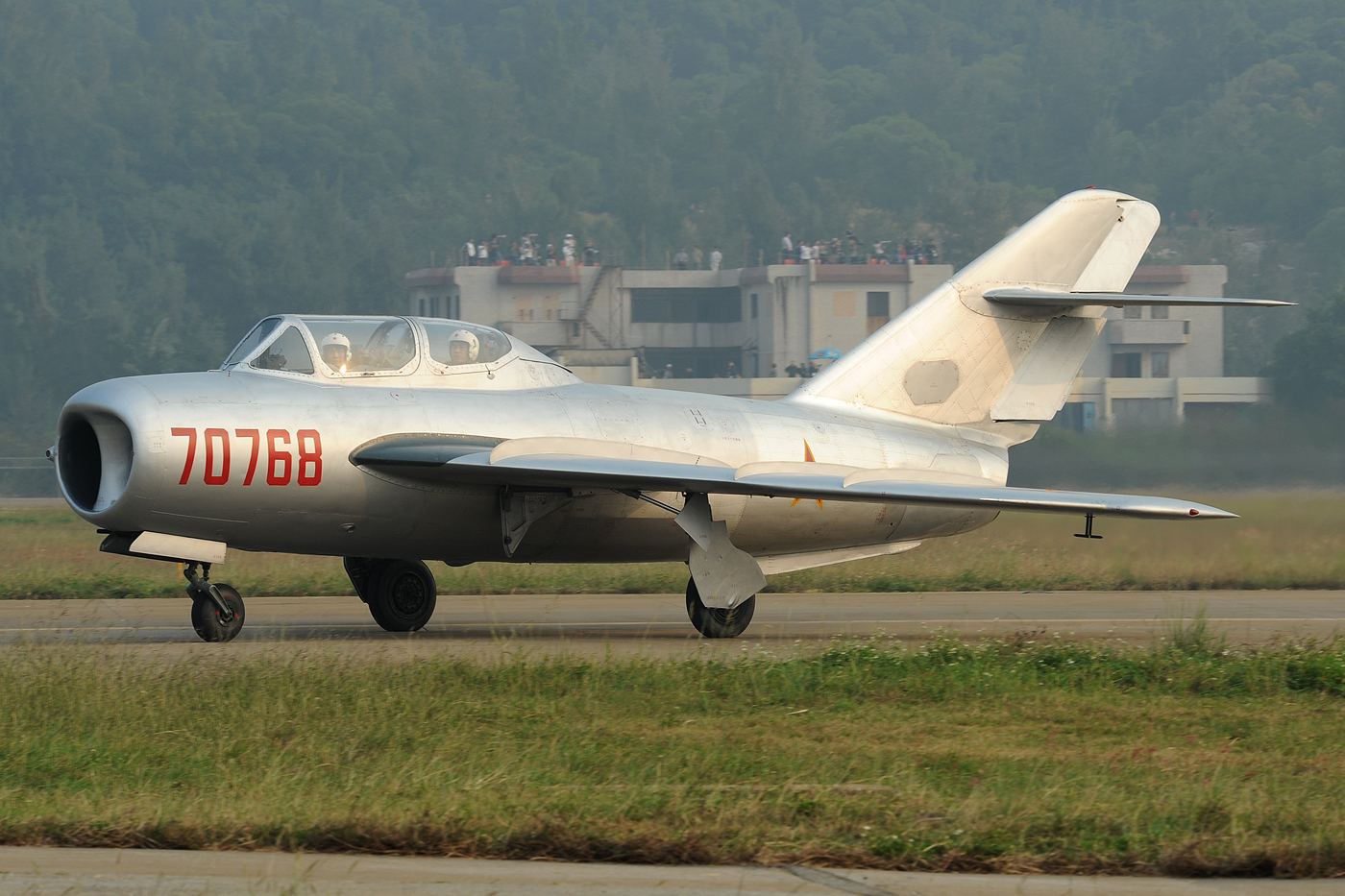
JJ-5

- 発動機：渦噴5丁型（22.27kN/5,000lbf）
- 最高速度：1,048km
- 上昇率：1,620m/min
- 実用上昇限度：14,300m
- 航続距離（高度10,000m、増槽搭載時）：1,230km
- 乗員：2名
- 武装：機首右下に23-1型23mm機関砲×1